# Магда Юлін
Магда Юлін (швед. Magda Julin, до шлюбу — Маурой; (нар. 24 липня 1894, Віші, Третя французька республіка — пом. 21 грудня 1990, Стокгольм, Швеція) — шведська фігуристка, виступала в жіночому одиночному катанні. Чемпіонка Олімпіади 1920 року.

## Біографія
Магда Юлин-Маурою була дочкою французького музичного продюсера Едуарда Мауроя. Сім'я переїхала до Швеції, коли Магді було сім років.
Вона брала участь в чемпіонаті світу лише один раз в кар'єрі, в 1913 році, і посіла тоді шосте місце.
Брала участь в Олімпійських іграх 1920 року на третьому місяці вагітності.
Крім Олімпіади, Юлін тричі вигравала чемпіонати Швеції і двічі чемпіонати Скандинавських країн.
Магда Юлін мала двох синів, а останні роки життя провела в будинку для літніх людей в Стокгольмі.

## Виступи на Олімпіадах
| Олімпіада      | Дисципліна       | Місце |
| -------------- | ---------------- | ----- |
| Антверпен 1920 | одиночний розряд | 1     |